# 国士舘大学の人物一覧
国士舘大学の人物一覧（こくしかんだいがくのじんぶついちらん）は、国士舘大学に関係する人物の一覧記事。

## 法人関係者

### 舘長
（現在の舘長は創立者の意志を継ぐ者として設置）
- 柴田梵天（1984年4月 - 2012年）
- 柴田徳文（2017年4月 - 2021年）

### 理事長
- 綿引紳郎（1984年-）
- 清水成之（1985年-）[3]
- 松島博（1991年-）
- 西原春夫（1998年4月 - ）
- 佐伯弘治（2005年4月 - ）
- 大澤英雄（2009年4月 - ）
- 瀬野隆（2025年2月 - ）

## 理事

### 理事（常任含）
- 阿部昭
- 佐伯弘治
- 瀬野隆
- 宮脇磊介
- 南克之

## 評議員
- 若林克彦
- 阿部昭
- 黒羽亮一
- 佐伯弘治
- 清水司
- 瀬野隆
- 中島徹

## 教学関係者

### 現在における著名な教職員（常勤・客員・非常勤）

#### 教員
- 青島広志（作曲家）
- 青山利春（投擲競技指導者）
- 荒木美智雄（宗教学者）
- 安藤英男（歴史小説家）
- 井垣清明（書家、北城書社主宰）
- 伊藤誠（経済学者、日本学士院会員）
- 宇佐美里香（空手家、全日本空手道連盟強化委員）
- 臼井嘉一（教育学者、元福島大学教授、前福島大学学長）
- 小浜逸郎（評論家）
- 岸本健 (工学者)
- 倉山満 (憲政史家、YouTubeの"チャンネルくらら"主催者)
- 斎藤栄三郎（元国務大臣）
- 斎藤元一
- 坂田信久（元日本テレビディレクター、元東京ヴェルディ1969社長）
- 杉之尾宜生（元防衛大学校教授)
- 鈴木久男（珠算史研究学会名誉会長）
- 玉木正之（スポーツライター）
- 千葉準一（会計学者、元首都大学東京都市教養学部教授、法政大学経済学部教授）
- 堤邦彦（精神科医）
- 中島徹（哲学者）
- 野村万蔵（8代目）（能楽和泉流狂言方）
- 服部幸應（学校法人服部学園理事長兼服部栄養専門学校長）
- 牧野和夫（米国弁護士）
- 松井薫（プロスポーツトレーナー、パーソナルトレーナー、NESTA JAPAN理事）
- 百地章（憲法学者）、日本大学法学部教授
- 山崎登（元NHK解説委員）
- 吉田鈴香（ジャーナリスト）
- 吉村作治（考古学者、サイバー大学学長、早稲田大学客員教授）
- 若林克彦 (工学者)

## 創立関係者
- 1913年（大正2年）
  - 青年大民団（「思いやり会」と「筑前学生会」の合同発展させたもの）
    - 藤嘉三郎、田中健介、中垣内輝、永江清、石黒英一、柴田徳次郎（早稲田柔道部員６名）安積中学校での講演会と柔道演武をはじめ、会津中学校、福島中学校、福島師範学校へ、さらに仙台で相川勝六、小田定文の出迎えを受ける。
- 1916年（大正5年）
  - 青年大民団（東京市牛込区）
    - 東京日比谷大松閣において柴田徳次郎から雑誌「大民」の発行披露会を行った。招待客としては後藤新平、頭山満、寺尾亨、古賀廉造、江藤哲蔵、三浦梧楼、建部遯吾、添田壽一、押川方義、主催者側は永井柳太郎、眇田熊右衛門、宮川一貫、大角桂巌、齋村五郎、南里祐義、平島達夫、柴田徳次郎、押川清、大島次喜太、学生代表として佐伯仙之助、遠藤盛彌、下川慶雄、白石好夫、三船久蔵、簡牛凡夫、東郷次兵衛らに主要メディアが参加した。
      - 「大民」執筆者；3月号 柴田徳次郎、大山郁夫、林毅陸、阿部秀助、田尻稲次郎、上塚司、後藤新平、添田壽一、末松一三
- 1917年（大正6年）
  - 私塾国士舘設立（東京市麻布区）港区南青山6-13大民団本部
    - 早稲田劇場において1000人を超える大演説会が開かれた。弁士は石橋湛山、西岡竹次郎、伊藤重治郎、河野安通志、尾崎士郎、多門竜夫、花田大助らが演説。同年、本部にて「国士舘開学式」が行われた。白石好夫大民理事、寺尾亨、長島隆二、中野正剛、原口竹次郎、山崎源二郎、佐藤正
      - 「大民」執筆者；6月号 国民党総理犬養毅、内務大臣後藤新平、伯爵板垣退助、政友会幹事小坂順造、憲政会総務安達謙蔵、早稲田大学教授安部磯雄。また組織の変遷として、7月号第２巻第７号の付録では、顧問に田尻稲次郎、頭山満、野田卯太郎の３名、本部員として編集 薄田斬雲、山田三七郎、主筆花田大助、理事田中俊蔵、白石良夫、簡牛凡夫、主幹柴田徳次郎、経理喜多悌一の８名
- 1919年（大正8年）
  - 国士舘新館建設（東京市世田谷区）
    - 民団本部（私塾国士舘）では政治、経済、社会、宗教、哲学、武道などを講義。11月には新築落成式、財団法人国士舘の認可を受けた。
      - 「大民」第５巻第1号 執筆者 野田卯太郎、頭山満、寺尾亨、長瀬鳳輔、松田道一、長谷川良信、横井時敬、山崎源二郎、花田大助、佐藤正、濱地八郎、關野直次、森俊蔵、筑南、本多哲。

## 主な出身者

### 研究者
- 佐伯弘治（元学校法人国士舘理事長兼学校法人日通学園学園長 前流通経済大学学長）
- 池田十吾（国士舘大学大学院政治学研究科委員長）
- 小倉收（国士舘大学教授）
- 丹羽文生（拓殖大学海外事情研究所准教授、チャンネル桜キャスター）
- 浜谷英博（憲法学者、三重中京大学名誉教授）
- 佐藤貴史（宗教学者、北海学園大学准教授）

### 政界

#### 国会議員
- 鍵田忠兵衛（元衆議院議員）

#### 市町村長
- 田村正幸（新潟県南魚沼郡湯沢町長）
- 梅澤志洋（群馬県利根郡片品村長）
- 所一重（千葉県多古町長）
- 山口伸樹（茨城県笠間市長）
- 橘川佳彦（神奈川県綾瀬市長）
- 高木貴行（岐阜県多治見市長、元岐阜県議会議員、元プロサッカー選手）
- 松本一彦（元神奈川県真鶴町長）
- 横山蔵人（元福島県双葉郡浪江町長）
- 吉原英一（元茨城県坂東市長）
- 中村勝治（元鳥取県境港市長）
- 坂井俊之（元佐賀県唐津市長）中退

#### 地方議会議員
- 平慶翔（東京都議会議員、元俳優）
- 東村里恵子（新潟市議会議員、アナウンサー）
- 阿部光利（前台東区議会議員）

#### その他政治活動家
- 金友隆幸（右翼活動家、『新攘夷運動 排害社』代表）
- 松田晃平（右翼活動家、『大日本愛国団体連合時局対策協議会』理事）

### 経済・財界
- 竹内敏之（バンブーコーポレーション創業者）
- 西川光一（パーク24代表取締役）

### スポーツ選手

#### 柔道
- 石川隆彦（講道館柔道六段取得）
- 日陰暢年（北京五輪日本女子監督）
- 西田孝宏（全日本柔道連盟審判委員会委員長）
- 斉藤仁（ロサンゼルス五輪男子95kg超級金メダル、ソウル五輪男子95kg超級金メダル）
- 鈴木桂治（アテネ五輪男子100kg超級金メダル）
- 塘内将彦（アテネ五輪男子81kg級代表）
- 石井慧（北京五輪男子100kg超級金メダル）
- 西山将士（ロンドン五輪男子90kg級銅メダル）
- 内柴正人

#### 陸上競技
- 秋元恵美 （1982年アジア競技大会・1983年世界陸上競技選手権大会女子100mハードル日本代表）
- 阿宗高広（第84回箱根駅伝4区区間賞）
- 市岡寿実（砲丸投日本高校記録保持者・2003年アジア陸上競技選手権大会日本代表）
- 伊藤正樹（ロンドンオリンピック男子トランポリン代表）
- 右代啓祐（ロンドンオリンピック男子十種競技代表）
- 海老原有希（ロンドンオリンピック女子やり投代表）
- 斉藤真理菜（やり投選手）
- 嶋原清子（2007年世界陸上大阪大会女子マラソン6位入賞、2009年北海道マラソン優勝など）
- 豊永陽子（2005年世界陸上ヘルシンキ大会・2007年世界陸上大阪大会女子砲丸投日本代表）
- 中野孝行（陸上競技指導者、帝京大学駅伝競技部監督）
- 中村太地（シンガポールユースオリンピック男子円盤投代表、男子砲丸投日本記録保持者）
- 弘山晴美（現資生堂コーチ、1996年アトランタ五輪・2000年シドニー五輪・2004年アテネ五輪女子長距離走代表、1999年世界陸上セビリア大会女子10000m4位入賞、2006年名古屋国際女子マラソン優勝など）
- 福田穣（マラソン選手、プロランナー）
- 森千夏（アテネオリンピック女子砲丸投日本代表、女子砲丸投日本記録保持者、虫垂癌により26歳で夭折）

#### バスケットボール
- 小松秀平 - プロバスケットボール選手（新潟アルビレックス所属）
- 齊藤洋介 - プロバスケットボール選手（信州ブレイブウォリアーズ所属）
- 原修太 - プロバスケットボール選手（千葉ジェッツふなばし所属）

#### ラグビー
- 鈴木康太 - ラグビー選手（元クボタスピアーズ所属）
- 谷田部洸太郎 - ラグビー選手（日本代表、7人制日本代表、パナソニック ワイルドナイツ所属）

#### ハンドボール
- 上町史織（北國銀行ハニービー）
- 末松誠（大同特殊鋼フェニックス）
- 武田享  (豊田合成ブルーファルコン)
- 中村香理（北國銀行ハニービー）
- 豊田賢治  (大崎電気)
- 東俊介（大崎電気)
- 安倍竜之介  (大崎電気)
- 玉川裕康  (大崎電気)
- 濱口直大  (トヨタ自動車東日本)
- 吉田雄貴  (大同特殊鋼フェニックス)
- 斎藤大生  (大同特殊鋼フェニックス)
- 樋川卓  (湧永製薬)
- 楢山修平  (湧永製薬)
- 庄子直志  (湧永製薬)
- 小峰大知  (トヨタ紡織九州レッドトルネード)

#### プロレスラー
- 栗栖正伸（引退）
- 後藤洋央紀（新日本プロレス）
- ヨシ・タツ（WWE）
- 小原道由（引退）
- 伊藤旭彦（引退）
- 翔太（ガンバレ☆プロレス）
- 飯野雄貴（DDTプロレスリング）

#### レスリング
- 和田貴広（アトランタ五輪男子フリースタイル62kg級 4位、シドニー五輪男子フリースタイル69kg級 12位）
- 森巧（バルセロナ五輪男子グレコローマン68kg級代表）
- 荒井政雄（モントリオール五輪男子フリースタイル57kg級銅メダル）
- 菅原弥三郎（モントリオール五輪男子フリースタイル68kg級銅メダル）
- 伊達治一郎（モントリオール五輪男子フリースタイル74kg級金メダル）

#### ウエイトリフティング
- 田頭弘毅（シドニー五輪男子56kg級 13位）

#### シンクロナイズドスイミング
- 川嶋奈緒子（アテネ五輪女子団体銀メダル）
- 足立夢実（ロンドン五輪女子団体5位）
- 小俣夏乃（リオ五輪女子団体銅メダル）

#### 新体操
- サイード横田仁奈（ロンドン五輪女子団体7位）
- 松原梨恵（ロンドン五輪女子団体7位）
- 皆川夏穂（リオ五輪日本代表）
- 喜田純鈴（東京五輪日本代表）

#### ボブスレー
- 脇田寿雄（1988年カルガリーオリンピック、1992年アルベールビルオリンピック、1994年リレハンメルオリンピック、1998年長野オリンピック日本代表）

#### バレーボール
- 酒井新悟（SAGA久光スプリングス監督）
- 澤畠雄一郎（元堺ブレイザーズ）
- 笠利真吾（フラーゴラッド鹿児島）
- 中村安里（KUROBEアクアフェアリーズ富山）
- 山口真季（KUROBEアクアフェアリーズ富山）
- 中山夏菜子（KUROBEアクアフェアリーズ富山）
- 福本眸（デンソーエアリービーズ）
- 川﨑鈴奈（PFUブルーキャッツ石川かほく）
- 大友萌加（群馬グリーンウイングス）
- 新井三寿希（群馬グリーンウイングス）

#### サッカー

##### 現役引退
- 山本昌邦（元ヤマハ発動機サッカー部、元ジュビロ磐田監督、アテネ五輪サッカーサッカー日本代表監督、シドニー五輪・アトランタ五輪サッカー日本代表コーチ）
- 内山篤（元ヤマハ発動機サッカー部、元ジュビロ磐田監督）
- 東川昌典（元ジュビロ磐田、元V・ファーレン長崎監督）
- 柱谷幸一（元ギラヴァンツ北九州監督、柏レイソル、栃木SC監督、京都パープルサンガ監督、モンテディオ山形監督）
- 柱谷哲二（元ガイナーレ鳥取監督、水戸ホーリーホック監督、ヴェルディ川崎、コンサドーレ札幌監督）
- 宮澤ミシェル（元ジェフユナイテッド市原、現サッカー解説者）
- 中河昌彦（元京都パープルサンガ、現徳島ヴォルティスGKコーチ）
- 野田知（元アビスパ福岡、現ヴィッセル神戸Jrユース(U-15）監督）
- 佐藤尽（元コンサドーレ札幌、現京都サンガF.C.コーチ）
- 熱田眞（元京都パープルサンガ）
- 吉田裕幸（ベガルタ仙台アカデミーコーチ、元ジュビロ磐田、大分トリニータU-18監督）
- 向島建（元川崎フロンターレ、現川崎フロンターレスカウト）
- 本街直樹（元モンテディオ山形、現羽黒高等学校教諭兼サッカー部監督）
- 山路嘉人（元ベガルタ仙台、現ベガルタ仙台アカデミー育成部長）
- 永井秀樹（東京ヴェルディ監督）
- 新村泰彦（元ジェフユナイテッド市原）
- 鈴木勝大（元ロッソ熊本、現ロアッソ熊本育成スタッフ）
- 深川友貴（元コンサドーレ札幌、現コンサドーレ札幌U-18コーチ）
- 土橋正樹（元浦和レッドダイヤモンズ、現浦和レッズハートフルクラブスタッフ）
- 大柴健二（元横浜FC)
- 小林稔（元FC東京、現FC東京U-15深川コーチ)
- 鈴木将方（元ジュビロ磐田、現Fリーグ・デウソン神戸監督）
- 伊藤卓（元湘南ベルマーレ）
- 安藤正裕（元大宮アルディージャ）
- 宮下真洋（元大宮アルディージャ）
- 小泉淳嗣（元川崎フロンターレ）
- 浦田尚希（元ヴァンフォーレ甲府）
- 今野章（元川崎フロンターレ、現川崎フロンターレU-18監督）
- 高橋健二（元モンテディオ山形、現湘南ベルマーレコーチ）
- 吉田裕幸（元ジュビロ磐田、現大分トリニータU-18コーチ）
- 太田雅之（元モンテディオ山形、現モンテディオ山形ジュニアユース村山コーチ）
- 伊藤彰（元徳島ヴォルティス、現大宮アルディージャコーチ）
- 本田美登里（元読売ベレーザ、現なでしこリーグ岡山湯郷Belle監督）
- 斎藤竜（元FC岐阜、現セレッソ大阪サッカースクールコーチ）
- 白尾秀人（元FC琉球）
- 堤健吾（カターレ富山）2010年シーズン終了後現役引退
- 渡辺誠（カターレ富山）2010年シーズン終了後現役引退
- 富永英明（前横浜FC、ブラウブリッツ秋田）2010年シーズン終了後現役引退
- 小島直人（現FC岐阜コーチ）
- 近藤大輔（現FC東京分析担当）
- 西村卓朗（元コンサドーレ札幌）2012年シーズン終了後現役引退）
- 佐伯直哉（元東京ヴェルディ）
- 村山祐介（現ジュビロ磐田サッカースクール普及スタッフ、元大分トリニータ）
- 足助翔（元カターレ富山）
- 岡本武行（元大宮アルディージャGM）
- 小花浩司（前アスルクラロ沼津監督）
- 齋藤誠一（現湘南ベルマーレGKコーチ）
- 前田隆司（現AC長野パルセイロGKコーチ）
- 金沢浄（元ジュビロ磐田）
- 木谷公亮（現ベガルタ仙台コーチ）

##### 海外のリーグ
- 明本考浩（ジュピラー・プロ・リーグ・OHルーヴェン）
- 宮澤勇樹（タイ・ディヴィジョン1リーグ・シーラーチャーFC）
- 下川雅人（K3リーグ・金海市民FC）
- 清水梨紗（マンチェスター・シティWFC）

##### Jリーグ
- 高木義成（FC岐阜）
- 相馬崇人（ヴィッセル神戸）
- 竹内彬（カマタマーレ讃岐）
- 柴崎晃誠（サンフレッチェ広島）
- 武岡優斗（レノファ山口FC）
- 新井章太（ジェフユナイテッド市原・千葉）
- 柏好文（サンフレッチェ広島）
- 塩谷司（サンフレッチェ広島）
- 佐藤優平（東京ヴェルディ）
- 鈴木智幸（いわてグルージャ盛岡）
- 伊東俊（ロアッソ熊本）
- 山崎雅人（ツエーゲン金沢）
- 瀬川和樹（栃木SC）
- 北一真（ザスパクサツ群馬）
- 冨士祐樹（FC岐阜）
- 片岡洋介（ガイナーレ鳥取）
- 片山奨典（ロアッソ熊本）
- 養父雄仁（藤枝MYFC）
- 中村祐輝（ジュビロ磐田）
- 吉野峻光（ヴァンフォーレ甲府）
- 金子昌広（ツエーゲン金沢）
- 朝日大輔（カターレ富山）
- 内藤圭佑（東京ヴェルディ）
- 松尾昇悟（FC琉球）
- 川邊裕紀（FC琉球）
- 半田武嗣（ブラウブリッツ秋田）
- 大竹隆人（藤枝MYFC）
- 西山峻太（Y.S.C.C.横浜）
- 天野恒太（SC相模原）
- 松本祐樹（SC相模原）
- 益子義浩（グルージャ盛岡）
- 橋本拓門（福島ユナイテッドFC）
- 小澤章人（AC長野パルセイロ）
- 今瀬淳也（カターレ富山）
- 仲島義貴（元愛媛FC）
- 荒木翔（ヴァンフォーレ甲府）
- 平野佑一（セレッソ大阪）
- 田場ディエゴ（Y.S.C.C.横浜）
- 住吉ジェラニレショーン（水戸ホーリーホック）
- 髙橋利樹（横浜FC）
- 新井晴樹（水戸ホーリーホック）
- 望月ヘンリー海輝（FC町田ゼルビア）
- 山田裕翔（東京ヴェルディ）

##### JFL
- 山根伸泉（SAGAWA SHIGA FC、前浦和レッズ）
- 冨山卓也（SAGAWA SHIGA FC）
- 安部裕之（Honda FC）
- 山岡哲也（FC刈谷）
- 久保田勲（前栃木ウーヴァFC）元サムットソンクラームFC、ギラヴァンツ北九州）
- 井筒和之（ツエーゲン金沢、前V・ファーレン長崎）
- 先崎勝也（鹿児島ユナイテッドFC）
- 山田賢二（ヴァンラーレ八戸）
- 高見啓太（ヴァンラーレ八戸）

##### 地域リーグ
【東北社会人サッカーリーグ】
- 照井篤（ヴァンラーレ八戸、前FCガンジュ岩手、元栃木SC、東北社会人サッカーリーグ2部北ブロック）

【関東社会人サッカーリーグ】
- 鏑木豪（Tonan前橋、 関東社会人サッカーリーグ1部）
- 清水康也（ブリオベッカ浦安、前東京ヴェルディ1969、関東社会人サッカーリーグ2部）

【北信越フットボールリーグ】
- 景山健司（富山新庄クラブ、元カターレ富山、北信越フットボールリーグ1部）

【関西サッカーリーグ】
- 菅原康太（FC大阪、前ツエーゲン金沢、元MIOびわこ草津、徳島ヴォルティス、関西サッカーリーグ1部）

#### 野球

##### プロ野球
- 尾崎亀重　電電東京(1970-1971)、ヤクルトアトムズ(1972-1973)
- 大迫幸一　西武ライオンズ〜埼玉西武ライオンズコーチ(2002-2011)、千葉ロッテマリーンズコーチ(2012-2015) サッカー部出身
- 高柳秀樹　南海ホークス〜福岡ダイエーホークス(1978-1991)、福岡ダイエーホークスコーチ(1992-1994,1999-2000,2002)、千葉ロッテマリーンズコーチ(2003)、中日ドラゴンズコーチ(2005-2011,2014-2017)
- 井上卓也　山本鋼材硬式野球部、広島東洋カープ(1980-1984)中退
- 片岡大蔵　ヤクルトスワローズ(1980-1983)、ヤクルトスワローズ〜東京ヤクルトスワローズスコアラー(1984-)
- 森厚三　山本鋼材硬式野球部、広島東洋カープ(1980-1986)、阪急ブレーブス(1987-1989)、福岡ダイエーホークス(1990)中退
- 早川和夫　三菱重工横浜硬式野球部(1983-1984)、日本ハムファイターズ(1985-1989)、中日ドラゴンズ(1990-1993)、中日ドラゴンズコーチ(1997-2000,2003-2018)
- 長冨浩志　NTT関東(1984-1985)、広島東洋カープ(1986-1994)、日本ハムファイターズ(1995-1997)、福岡ダイエーホークス(1998-2002)、福岡ダイエーホークス〜福岡ソフトバンクホークスコーチ(2003-2006)、石川ミリオンスターズコーチ(2007-2008)、長崎セインツコーチ(2009-2010)、三重スリーアローズコーチ(2011)
- 横谷彰将　熊谷組硬式野球部(1986-1987)、横浜大洋ホエールズ〜横浜ベイスターズ(1988-1995)、阪神タイガース(1996)
- 角田満 日本ハムファイターズ(1987-1991) 中退
- 森健次郎　日本野球機構(NPB)セントラル・リーグ審判員(1988-)、ワールド・ベースボール・クラシックで日本人初の球審を務めた
- 島崎毅　NTT北海道(1989-1991)、日本ハムファイターズ(1992-1998)、中日ドラゴンズ(1999-2000)、広島東洋カープ(2001)、日本ハムファイターズ〜北海道日本ハムファイターズコーチ (2002-2013,2017-2023)
- 増田政行　ヤクルトスワローズ(1992-1999)、鷺宮製作所(2000)
- 厚澤和幸　日本ハムファイターズ(1995-2003)、北海道日本ハムファイターズコーチ(2004-2010,2014-2021)、北海道日本ハムファイターズスカウト(2011-2013) 、オリックス・バファローズ(2022- )
- 鷹野史寿　日産自動車硬式野球部(1996-1999)、大阪近鉄バファローズ(2000-2004)、東北楽天ゴールデンイーグルス(2005-2008)、東北楽天ゴールデンイーグルス職員(2009-)
- 庄司大介　河合楽器硬式野球部(1997-2000)、オリックス・ブルーウェーブ(2001-2002)
- 筒井正也　ヤマハ硬式野球部(1998-2001)、広島東洋カープ(2002-2003)、中日ドラゴンズ(2004) 中日ドラゴンズスコアラー(2005-)
- 古城茂幸　日本ハムファイターズ〜北海道日本ハムファイターズ(1998-2005)、読売ジャイアンツ(2006-2013,2019- )
- 辻俊哉　千葉ロッテマリーンズ(2002-2006)、オリックス・バファローズ(2007-2013) 、国士舘大学硬式野球部(2014- )
- 紺田敏正　北海道日本ハムファイターズ(2003-2010)、読売ジャイアンツ(2011)、北海道日本ハムファイターズ(2012)、北海道日本ハムファイターズコーチ(2013-)
- 小松聖　JR九州硬式野球部(2004-2005)、オリックス・バファローズ(2007-2016) 、オリックス・バファローズコーチ(2017-2020)
- 小島紳二郎　広島東洋カープ(2005-2010)、オリックス・バファローズ(2011)、オリックス・バファローズ打撃投手(2012-2019)、埼玉西武ライオンズ(2020-)
- 岩﨑哲也　三菱重工横浜硬式野球部(2005-2006)、西武ライオンズ〜埼玉西武ライオンズ(2007-2011)、エディンバーグ・ロードランナーズ(2012)、愛媛マンダリンパイレーツ(2013) 、国士舘大学硬式野球部コーチ(2018-2020)
- 野原祐也　富山サンダーバーズ(2007-2008)、阪神タイガース(2009-2012)、富山GRNサンダーバーズ選手兼コーチ(2013-2016)
- 岡本洋介　ヤマハ硬式野球部(2008-2009)、埼玉西武ライオンズ(2010-2018) 、阪神タイガース(2018-2019)
- 屋宜照悟　JX-ENEOS野球部(2011-2012)、北海道日本ハムファイターズ(2013-2017)、東京ヤクルトスワローズ (2017-)
- 坂寄晴一　JR東日本硬式野球部(2013-2014)、オリックス・バファローズ(2015-2016)
- 岩崎優　阪神タイガース(2014-)
- 椎野新　福岡ソフトバンクホークス(2018-2023)
- 重田倫明　福岡ソフトバンクホークス(2019-2023)
- 髙部瑛斗  千葉ロッテマリーンズ(2020-)
- 荘司宏太  東京ヤクルトスワローズ(2025-)
- 長川真也　プロ野球審判員
- 森口壽樹　プロ野球審判員

##### アマ野球、アマ野球指導者
- 高柳信英　ヤマハ硬式野球部元監督、静岡産業大学硬式野球部元監督
- 永田昌弘　国士舘高校監督、国士舘大学硬式野球部元監督。1979年度卒
- 浅井純哉　金沢高等学校前野球部監督(1993-2011)監督として甲子園11回出場の名監督である。1979年度卒、準硬式野球部出身
- 平井英一（富士重工業硬式野球部）　2000年度卒
- 濱野雅慎（JR九州硬式野球部）　2006年度卒
- 秋葉知一（JR東海硬式野球部）

#### マラソン
- 嶋原清子

#### スポーツその他関係者
- 松井薫 - スポーツトレーナー。パーソナルトレーナー。国士舘大学理工学部健康医工学系非常勤講師。NESTA JAPAN日本支部理事。任天堂Wii Fitトレーニング監修者。
- 田嶋伸博 - ヒルクライム競技を中心に活躍する国際フリードライバー。通称「モンスター田嶋」。全日本ダートトライアル優勝9回、米国ロッキー山脈で開催のバイクスピーク・インターナショナル・ヒルクライムを4連覇し、平成19年には同大会で13年振りの世界記録樹立。スズキのチーム監督として世界ラリー選手権にも参戦。
- 長崎峻侑 - プロトランポリンプレーヤー。07年北京オリンピック強化指定選手
- 山口直子 - プロボクサー。WBA女子世界スーパーフライ級チャンピオン。
- 城戸康裕 - プロキックボクサー。
- 武田幸三 - プロキックボクサー。
- 谷山俊樹 - プロキックボクサー。
- 斐也 - プロキックボクサー。
- 星野育蒔 - 総合格闘家。中退
- 高橋正弘 - サッカー指導者。
- 安藤翔 - 剣道日本代表。北海道警察機動隊警察官。
- 小川春喜 - 剣道家、剣道指導者。巣鴨中学校・高等学校教諭。第6回世界剣道選手権大会個人準優勝の戦績を持つ。
- 岡本秀樹 - 空手家。空手道部の創設者。アラブ諸国で空手の普及に尽力した。

### 文化

#### 芸能人
- せがわきり（タレント）
- 山田一成（漫才師、いつもここから）
- 黒田俊幸（お笑いコンビ、ダブルブッキング）
- パッション屋良（お笑いタレント）
- ダムダムおじさん（お笑いコンビ）
- 原田17才（お笑いタレント）
- 冨田真之介（俳優）
- 伊吹吾郎（俳優）中退
- 伊吹康太郎（俳優）
- 昭和のいる（漫才師、昭和のいる・こいる）
- ラッパ我リヤ・Q（ラッパー）
- あおきさやか（声優）
- 落合福嗣（声優）
- 大川慶吾（俳優、実業家）
- マキタスポーツ（お笑いタレント）
- 馬王（ピン芸人）
- 熊井友理奈（元Berryz工房、タレント、モデル）
- 中松俊哉（俳優）
- 斉木テツ（俳優、声優）
- 高橋努（俳優）
- 稲村亜美（モデル）
- 木暮武彦（ギタリスト）中退
- 桜金造（コメディアン）中退
- 富野幸緒（ダンサー）中退
- 眞島秀和（俳優）中退
- 関島秀樹（シンガーソングライター、作詞家・作曲家）
- 宮田俊哉（歌手、Kis-My-Ft2）

#### アナウンサー
- 井出千草（元秋田テレビ）

#### 映画監督
- 高瀬将嗣

#### 写真家
- 谷口雅彦

#### 落語家
- 林家彦いち（中退）
- 三遊亭全楽
- 桂三木助 (5代目)
- 古今亭志ん好 (5代目)

#### 作家
- 小野員裕（著述業）
- ベン村さ来（放送作家）
- 東條由布子（著述家）

#### 建築家
- 田中裕也

### その他
- 加藤英幸 - ヤクザ、住吉会渉外委員長、住吉会幸平一家総長
- 工藤蓮 - ホスト、モデル